# Чапаєвське кладовище
Віта-Литовське кладови́ще — кладовище у Голосіївському районі міста Києва. Призначалося для поховання мешканців села Віта-Литовська.
Відкрите не пізніше середини XIX століття, закрите згідно з рішенням Виконкому КМР НД № 192 від 22.02.1988 року.